# Непобедимые ноги кунг-фу
«Непобедимые ноги кунг-фу» (кит. трад. 南北腿王, палл. Нань бэй туй ван, англ. The Leg Fighters) — фильм с боевыми искусствами режиссёра Ли Цзонаня. Альтернативное английское название The Invincible Kung Fu Legs.

## Сюжет
Тань Хайцзе, мастер ударов ногами с севера, убивает человека, бросившего ему вызов, по имени Пэн Фэй. Позже Хайцзе нанимают в качестве частного учителя по кунг-фу для дочери состоятельного человека и её слуги. Феникс начинает ненавидеть нового учителя как и предыдущего, пока она не натыкается на двух местных хулиганов. Хайцзе использует ситуацию, чтобы усмирить Феникс, а та, в свою очередь, соглашается быть для него послушной ученицей. Вскоре брат покойного Пэн Фэя Пэн Ба убивает бывшего учителя Феникс и бросает вызов Тань Хайцзе, чтобы отомстить. Феникс присоединяется к схватке учителя.

## В ролях
- Тань Даолян — Тань Хайцзе
- Ся Гуанли — Феникс
- Пэн Ган — Пэн Фэй / Пэн Ба
- Цзинь Лун — Цзиньфа
- Сунь Жунцзи — Мо Гуфэн
- Ван Ся[кит.] — отец Феникс
- Цай Хун — мастер Ню

## Отзывы
Авторы книги The Encyclopedia of Martial Arts Movies: 
Хореография боевых искусств совершенно потрясающая, как и невероятные способности актёрского состава. Настоятельно рекомендуется.

Борис Хохлов: 
В общем и целом же — достойный образчик своего времени с хорошо поставленными боями и никому не нужным явным перевесом комедии.
 Бен Джонсон: 
Экшн-сцены превосходны, но сможете ли вы переварить дубляж и глупый юмор, что ж, это совершенно другой разговор.

Эндрю Сароч: 
Хотя комедия, пожалуй, временами слишком навязчива и мало даёт для успеха фильма, имеется много, чтобы предложить фанатам жанра.